# Filmstarts
Filmstarts (littéralement « le film commence ») est un portail Web de langue allemande à propos du cinéma et de la télévision, créé en 2001 et mis en ligne dès janvier 2002.
Le site a été racheté par AlloCiné en 2009.